# Somali and the Forest Spirit
Сомалі та лісовий дух (яп. ソマリと森の神様, Somali and the Forest Spirit) — фантастична манґа, створена Яко Ґурейші. Вона публікувалася онлайн із квітня 2015 до жовтня 2019 року в онлайн-журналі манґи Web Comic Zenyon видавництва Tokuma Shoten. Серія була зібрана в шість томів танкобон. Аніме адаптація створене студіями Satelight та Hornets, транслювалося з 9 січня до 26 березня 2020 року. Crunchyroll виступила співпродюсером і забезпечила стрімінг серіалу.
Після тривалої перерви манґа офіційно завершилася 22 грудня 2020 року через проблеми зі здоров'ям автора, Яко Ґурейші.

## Сюжет
Світом правлять духи, гобліни та всілякі дивовижні істоти. Людство перебуває на межі знищення, зазнаючи переслідувань. Одного дня голем і самотня дівчинка-людина зустрічаються. Це історія про цю пару: одна — представниця зниклого народу, інший — сторож лісу. Вона розповідає про їхню подорож разом і про зв'язок між «батьком» і «дочкою». Але голем може жити лише близько року, і він мусить знайти інших людей, щоб повернути дівчинку до її власного народу, перш ніж померти.

## Персонажі
Сомалі (яп. ソマリ, Сомалі)
Молода дівчинка-людина, яку Ґолем знаходить у своєму лісі. Вона має безмежну допитливість, що часто стає причиною її неприємностей. На голові вона носить каптур із рогами мінотавра, щоб приховати свої людські риси, адже у світі монстрів люди вважаються делікатесом.
Ґолем (яп. ゴーレム, Голем)
Стародавній автоматон, захисник лісу, який знаходить Сомалі під час патрулювання. Він не проявляє емоцій, але інстинктивно захищає Сомалі від будь-якої потенційної загрози. Ґолем поводиться як її батько і Сомалі називає його «тато».
Шідзуно (яп. シズノ, Шізуно)
Карлик-оні та травник. Він використовує трави для створення ліків і живе в хатині в лісі. Шідзуно доглядав за Сомалі, коли вона травмувала коліно під час гри.
Ябашира (яп. ヤバシラ, Ябашира)
Асистент Шідзуно, який живе разом із ним у лісовій хатині. Він також оні та доглядач оселі Шідзуно.
Кікіла (яп. キキーラ, Кікіра)
Молодий хлопчик із шерстистого народу шуріґара. Неохоче допомагає в ресторані свого батька, коли його мати отримує травму. Кікіла товаришує із Сомалі, хоча насторожено ставиться до її любові обіймати пухнастих тварин.
Кокікіла (яп. コキリラ, Кокіріра)
Шерстистий шуріґара та батько Кікіли. Він володіє трохи занедбаним рестораном у місті Антгол. Кокіліа наймає ґолема офіціантом коли його дружина Гііна травмує спину під час роботи.
Мутріка (яп. ムスリカ, Мутріка)
Охоронець священної печери міста Антол та вчитель Кікіли. Він рятує як Сомалі, так і Кікілу від звіра коли вони без дозволу спускаються в підземну зону.
Удзой (яп. ウゾイ, Удзой)
Гарпія та супутниця Хайтори в подорожах. Вона любить Хайтору і готова зробити все, щоб вилікувати його стан навіть вбити іншу людину для цього.
Хайтора (яп. ハイトラ, Хайтора)
Людина замаскована під фалкола та супутник Удзої в подорожах. Він хворіє на недугу яка болісно перетворює його на гарпію після того як він і його родина з'їли матір Удзої. Він намагається зупинити Удзою від того, щоб вона завдавала шкоди іншим заради нього.
Хейзель (яп. ヘイゼル, Хейзель)
Відьма яка працює в Бібліотеці Відьомого Герба та є молодшою сестрою Праліне. Вона допомагає Голему та Сомалі у дослідженні місцезнаходження людей та їх знань.
Праліне (яп. プラリネ, Праліне)
Відьма в Бібліотеці Відьомого Герба та старша сестра Хейзел. Вона живе в підземному бункері під бібліотекою та іноді краде книги, щоб читати їх для себе.
Роса-обасан (яп. ローザおばさん, Rosa-obasan)
Господиня готелю з багатьма руками, який група використовує в Місті Забутих. Спочатку вона була корисною та приємною, але коли дізналася що Сомалі — людина, зраджує групу та поширює чутки про це серед інших.

## Медіа

### Манґа
| № | Дата виходу       | ISBN                   |
| - | ----------------- | ---------------------- |
| 1 | 20 листопада 2015 | ISBN 978-4-19-980313-0 |
| 2 | 20 червня 2016    | ISBN 978-4-19-980351-2 |
| 3 | 18 березня 2017   | ISBN 978-4-19-980400-7 |
| 4 | 20 грудня 2017    | ISBN 978-4-19-980465-6 |
| 5 | 20 серпня 2018    | ISBN 978-4-19-980510-3 |
| 6 | 20 квітня 2019    | ISBN 978-4-19-980560-8 |

### Аніме
Адаптація манґи у вигляді аніме-серіалу була анонсована 22 березня 2019 року. Спочатку серіал планувалося випустити в жовтні 2019 року, але дату прем'єри перенесли на січень 2020 року. Серіал був спільно анімований студіями Satelight і Hornets, режисером серіалу став Кенджі Ясуда, а дизайн персонажів створила Ікуко Іто. Маріко Мочидзукі займалася компоновкою серії, а Рьо Йошімата компонував музику для серіалу. Прем'єра відбулася з 9 січня по 26 березня 2020 року на AbemaTV, Tokyo MX і BS-NTV, серіал налічував 12 серій. Наотаро Моріямо виконав опенінґ серіалу «Arigatō wa Kocchi no Kotoba», а Інорі Мінасе виконала ендніґ «Kokoro Somali». Crunchyroll випустили перший епізод 2 січня 2020 року, за тиждень до його прем'єри в Японії. 18 травня 2021 року було оголошено, що Sentai Filmworks придбали права на домашнє відео.

#### Список серій
| № серії | Назва серії | Оригінальна дата показу |
| --- | --- | ----------------------- |
| 1 | «Подорожуючі батько і дитина» Транслітерація: «Tabisuru Oyako» (яп. 旅する親子)                                      | 9 січня 2020            |
| Голем, древній блукаючий захисник лісу, знаходить молоду дівчину на ім'я Сомалі, що була прикована ланцюгами, під час своєї подорожі лісами. Він бере її під свою опіку і дозволяє називати себе її батьком. Вони подорожують від міста до міста, вивчаючи історію їх цивілізації. Вони дізнаються, що війна між монстрами та людством спричинила майже повне знищення людського роду, і хоча деякі з виживших втекли, аби ізолюватися від суспільства, багато інших стали рабами або їжею. Під час закупівлі в місті Сомалі відходить від Голема і женеться за котом, врешті опинившись у пастці на вузькій вуличці. Кіт, що виявляє себе монстром, майже розуміє, що Сомалі — людина, за її запахом, але Голем відганяє його. Пара вирушає до наступного місця, і Голем сварить Сомалі за те, що вона відлучилася, але розуміє, що маленькі діти діють лише з чистої цікавості. Він протягує їй руку, щоб вона залишалася поруч із ним. | |                         |
| 2 | «Їстівні трави та житло демона» Транслітерація: «Kusabira to Oni no Sumika» (яп. くさびらと鬼の住処)                 | 16 січня 2020           |
| Під час сніданку біля струмка Сомалі спотикається і падає, ганяючись за кроликами з рогами (так званими жакалоупами), травмуючи своє коліно. Раптом з'являється карликовий оні на ім'я Шізуно і пропонує допомогти перев'язати травму Сомалі, забираючи пару до свого дому. Там вони зустрічають Ябашіру, іншого оні і асистента Шізуно. Після того, як вони нагодували Сомалі, Голем просить Шізуно навчити його медицині з використанням трав, і Шізуно погоджується в обмін на маленький шматок броні Голема для вивчення і поглиблення своїх медичних досліджень. Поки Шізуно навчає Голема різним медичним комбінаціям, Сомалі просить Ябашіру дати їй роботу, щоб відпрацювати те, що Голем віддав частину себе заради її користі. Коли Шізуно починає шкодувати, що попросив шматок Голема, він заспокоює карликового оні, пояснюючи, що його страждання схожі на страждання Сомалі, коли вона поранилася, і він більше не хоче цього бачити. Тої ночі, коли Сомалі спить, Голем розповідає оні, що подорожує з Сомалі, аби знайти її батьків, але у нього залишилося трохи більше року, поки він остаточно не вимкнеться. Вранці пара дякує своїм господарям-оні і вирушає назад до лісу. | |                         |
| 3 | «Море на дні печери» Транслітерація: «Horaana no Soko no Umi» (яп. ほら穴の底の海)                                   | 23 січня 2020           |
| Після кількох днів подорожі, коли їхні запаси почали закінчуватися, Сомалі і Голем потрапляють до селища в каньйоні пустелі — міста Антол. Однак їхні залишки товару не приносять достатньо грошей, щоб поповнити запаси, тому Голем вирішує взяти роботу офіціантом в кафе, щоб заробити трохи додаткових грошей. Кафе, яким керує родина шурігар — оленеподібних істот, здається, майже покинутим через відсутність відвідувачів, тому Голем заміняє поранену матір родини, поки Сомалі дружить з їхньою молодшою дитиною на ім'я Кікіла. Під час своєї зміни Голем чує, що люди живуть на іншому боці сусідньої пустелі, але все ще не може купити необхідне спорядження. Через його постійну роботу Голем все менше часу проводить з Сомалі, що змушує її відчувати себе самотньою. Спочатку вагаючись, Голем дозволяє Сомалі піти у справах разом з Кікілою через місто. Разом вони розмовляють про її подорож з Големом, і Сомалі боїться, що як тільки вона завершиться, Голем залишить її. Щоб заспокоїти її, Кікіла веде Сомалі до священної печери під містом, щоб загадати бажання. Вони блукають таємничою печерою і знаходять поле світячих квітів, що мають виконати їхнє бажання, але випадково розбуджують монстра, схожого на гриб. Коли монстр кидається в атаку, його відганяє зарослий вовкоподібний звір, який звертає увагу на Сомалі. | |                         |
| 4 | «Квітка бажання та прохання обіцянки» Транслітерація: «Kanaeru Hana to Negau Yakusoku» (яп. 叶える花と願う約束)      | 30 січня 2020           |
| Вовкоподібна істота на ім'я Мутріка виявляється охоронцем підземної камери та вчителем Кікіли. Коли вони звертають увагу на квітку Сомалі, вона швидко втрачає своє світло і починає в'янути не отримуючи достатньо поживних речовин від містичних дерев цучіамі. Після того як вони переконують Мутріку, трійця вирушає глибше в печеру в пошуках квітки, яка здійснить бажання Сомалі. Вони доходять до ядра печери і знаходять велике дерево цучіамі, оточене багатьма квітами. Коли Сомалі зриває одну з них, їх перериває величезний ящероподібний монстр, який благословляє бажання Сомалі та її сильний дух. Трійця повертається до кафе пізно, але Голем сварить Сомалі за те, що вона відхилилася від справ, через що вона тікає до своєї кімнати. Пояснивши їхні пригоди, Мутріка заохочує Голема вислухати сторону Сомалі, але перш ніж він має можливість це зробити, Сомалі раптово сильно захворює і відмовляється їсти. Голем поспішно шукає і купує ліки, усвідомлюючи, що травма Сомалі може частково бути його провиною через нехтування нею. Поки Сомалі відпочиває, Кокіліла, батько Кікіли, дає Голему пораду, що батьківство має свої труднощі і що це завжди процес навчання. Наступного ранку Голем і Сомалі миряться і обіцяють залишатися разом назавжди, але Голем повинен продовжувати працювати, оскільки витратив свої заробітки на ліки для Сомалі. Коли він відкриває кафе, до Голема підходить Мутріка, який натякає, що знає правду про скорочення тривалості життя і що його обіцянка залишатися з Сомалі не буде виконана. | |                         |
| 5 | «Блукаючі птахи» Транслітерація: «Yurai no Tori» (яп. 揺蕩いの鳥)                                                    | 6 лютого 2020           |
| Через кілька днів Сомалі та Голем вирушають у пустелю до наступного пункту призначення і прибувають до села Вайнкап. Там вони зустрічають Узої — гарпію, і Хайтора — хворого фалькхола, які також подорожують. Почувши їхню мету подорожі, пір'яна пара пропонує подорожувати разом із Големом і Сомалі, на що ті з вдячністю погоджуються. Однак, не знаючи цього, Узої розуміє, що Сомалі — людина, а Хайтор виявляється людиною, що маскується, і повільно, насильницьки перетворюється на гарпію. Шукаючи спосіб вилікувати стан Хайтора, Узої задумує використати Сомалі якимось чином. Група починає подорож через пустелю, потрапляючи в піщані бурі та зустрічаючи пустельних звірів, поки не потрапляють до світного печерного комплексу, де вони проводять ніч. Коли Сомалі та Узої йдуть шукати воду, Хайтор розповідає Голему, що він людина і що вони повинні зупинити Узої, яка раптово виштовхує Сомалі і заявляє, що її кров врятує Хайтора. | |                         |
| 6 | «В'янучі квіти дивляться на птахів» Транслітерація: «Ikinone Haru Hana wa Tori wo Aogu» (яп. 息の根はる花は鳥を仰ぐ) | 13 лютого 2020          |
| Поки вони шукають Сомалі, Хайтор розповідає Голему, що він і Узої отримали від дивного віщуна інформацію, що його забруднена кров буде вилікувана, якщо знайти «нову, чисту кров», тому Узої має намір забрати кров Сомалі. Тим часом Сомалі вдається вирватися з рук Узої, але вона потрапляє в підземне озеро, і Узої змушена рятувати її, вибачаючись та розповідаючи причину своїх вчинків. Голем і Хайтор приходять, і Сомалі прощає Узої, оскільки та врятувала її від потопу. Тієї ночі, коли Узої і Сомалі сплять, Хайтор розповідає Голему, що в нього була родина в маленькому фермерському містечку, але її атакували монстри під час війни. Втікши і вичерпавши їжу, він зустрів гарпію, якою виявилася мати Узої, і миттєво вбив її, принесши до схованки своєї родини, щоб поїсти. Це насильницьки перетворило його родину на гарпій і вбило їх, хоча його пощадили і він залишився злегка деформованим. Пізніше молода Узої підійшла до нього і прив'язалася до нього. В наш час Узої виявляється, що вона прокинулася і почула історію Хайтора. Наступного дня, продовжуючи подорож через пустелю, Узої і Сомалі потрапляють у величезний пісочний вихор. Їх незабаром знаходять, але за ними женеться монстр. Хайтор відводить його, маючи намір пожертвувати своїм життям за Узої, як компенсацію за своє минуле, але вона рятує його. Потім вона прощає його за життя, яке він жив, і говорить йому жити заради неї. | |                         |
| 7 | «Сліди, що переслідують відьом» Транслітерація: «Majo Ni Sugaru Ashidori» (яп. 魔女に縋る足取り)                     | 20 лютого 2020          |
| Голем починає відчувати провину через свою нездійснену обіцянку залишитися з Сомалі, побачивши, як Хайтор обіцяє жити з Узої. Він розповідає Хайтору про свою майбутню загибель і чує про село на заході пустелі, де можна знайти будь-яку інформацію. Наступного дня група досягає кінця пустелі, і Хайтор з Узої відгалужуються в свою подорож, а Голем і Сомалі вирушають до села, де, як кажуть, можна знайти відомості. Після кількох пригодницьких подорожей вони потрапляють у магічне село, яке очолюють доброзичливі відьми. Вони знаходять бібліотеку, щоб провести дослідження про людей, і за допомогою сестер відьом Гезел і Прелін, знаходять книгу про людей під назвою «Хроніки Харайсо». Однак Сомалі раптово атакують монстри, що їдять книги, звані Пескафіш. Після того як вони з ними розправляються, з'являється величезний Пескафіш, який націлюється на «Хроніки». Сомалі намагається втекти з книгою, але її спроба виявляється марною, оскільки монстр знищує книгу і потім звертає свою увагу на саму Сомалі. Голем втручається і зупиняє звіра, але втрачає значну частину свого броньованого корпусу. Сомалі слізно вибачається за те, що Голем отримав поранення і за те, що втратила книгу, але він її заспокоює, наголошуючи, що її безпека — це головне. Відьми перевіряють, чи хтось раніше читав «Хроніки», і виявляють, що єдина особа, яка це зробила, була Ізольда Небсольв, головна бібліотекарка бібліотеки понад 300 років тому.                                                                                      | |                         |
| 8 | «Молитовно бажані зустрічі та зв’язки» Транслітерація: «nori Kataru Deai to Kizuna» (яп. 祈り語る出会いと絆)         | 27 лютого 2020          |
| Після роздумів про погіршене здоров'я головної бібліотекарки, Прелін вирішує дати Голему карту бібліотеки, щоб вони могли знайти дорогу. Однак їх застають охоронці та позначають як порушників. Голем хапає Сомалі, і їм вдається втекти, дістатися до серця бібліотеки, де мешкає старіюча головна бібліотекарка. Ізольда розповідає, що написала «Хроніки Харайсо» через досвід її предка з людьми, коли вона була маленькою дівчинкою. Вона пояснює, що в дитинстві Феодора Небсольв, її прабабуся, після шторму опинилася в селі людей, яким керував голем на ім'я Харайсо. Феодора швидко звикла до культури села, але її почуття змінилися, коли селяни об'єдналися, щоб вбити мирного сусіднього монстра. Вона змушена була розкрити свою нелюдську природу, щоб врятувати одного з жителів, і через це її позначили як «Гротець», людський термін для монстра, змусивши її покинути село. Ізольда завершує свою розповідь, розповідаючи про людей, що живуть «на кінці світу». Вона також розкриває, що знає, що Сомалі — людина, але пишається тим, що зустріла когось, хто любить їхній світ, перш ніж раптово померти. | |                         |
| 9 | «Спогади про незначні дні» Транслітерація: «Chīsana Hibi no Omoide» (яп. 小さな日々の思い出)                         | 5 березня 2020          |
| По дорозі до наступного місця призначення, Голем і Сомалі шукають притулок від дощу в великому дерев'яному будиночку на дереві. Це місце сезонно порожнє, але все ще має інгредієнти для приготування їжі, тому Сомалі просить Голема приготувати щось для неї. Переглянувши рецепти, Голем готує суфле, яке Сомалі здається дуже смачним. Але перш ніж вона встигла закінчити його або попередити Голема про раптово випавший зуб, Шізуно і Ябашира раптово з'являються в їх дверях, просячи притулку. Наступного дня ці двоє оні приєднуються до групи, і вони вирушають у засніжене місто Байгон, жорстоке місто, щоб знайти знаменитого стоматолога. Вони знаходять стоматолога, мишоподібного чоловіка на ім'я Соак, і він розповідає Шізуно про методи стоматології, але Сомалі починає боятися через свою нову зубну проблему. Вона тікає в alley, де зустрічає трійку хуліганів, і зав'язується бійка між ними та Големом із двома оні. Під час бійки зуб Сомалі випадає, але коли вони повертаються до стоматолога, він повідомляє їй, що це був молочний зуб і його замінить новий. Потрібне місце для ночівлі, і до групи підходить господар готелю, пропонуючи притулок як подяку за вигнання банди. Також він пропонує їм бути охоронцями міста. Коли Сомалі засинає в новому ліжку, Шізуно уточнює у Голема, що Сомалі — людина, і дізнається, що автоматон обміняв своє лісове піклування, щоб захищати її. | |                         |
| 10 | «Малюк і зелена фортеця» Транслітерація: «Osanago to Midori no Toride» (яп. 幼子と緑の砦)                            | 12 березня 2020         |
| Голем згадує Шізуно, як він зустрів Сомалі у своєму лісі. Під час патрулювання він пройшов повз перевернутий візок, повний мертвих людей, яких атакували. Лісова тварина привела його далеко від руїн, де він знайшов дівчину, закуту в ланцюги під деревом, і вона раптово назвала його «тато». Проти своєї волі дівчина почала слідувати за ним, день і ніч, під дощем чи сонцем. З часом Голем став прив'язуватися до неї, навіть рятуючи її від утоплення, коли вона стрибнула в ставок, щоб дістати його нещодавно втрачену броню. Голем вирішив покинути ліс із дівчиною, щоб знайти людей, і зрештою назвав її «Сомалі» на честь тварини, яка спочатку привела його до неї. У наш час Голем завершує свою розповідь і розповідає Шізуно про своє фізичне виснаження, адже його кінець наближається. Наступного дня група отримує завдання бути охоронцями міста, тому Голем і Ябашира виходять працювати, а Шізуно доглядає за Сомалі. Протягом наступних кількох днів Сомалі думає над подарунком для Голема, поки той працює, і врешті вирішує сплести щось. Одного дня до готелю приходить господиня на ім'я Роза з їжею та припасами для групи і допомагає Сомалі з подарунком. Вона навчає Сомалі робити в'язаний браслет для Голема і радісно обіймає молоду дівчину, коли та починає розуміти, як це робити. Однак тієї ночі в місті Роза зустрічає тріо бандитів і повідомляє їм, що вона зрозуміла, що Сомалі — людина. | |                         |
| 11 | «Ті хто захищає і ті хто погрожує» Транслітерація: «Mamoru Mono to Kiba Muku Mono» (яп. 護る者と牙剥く者)            | 19 березня 2020         |
| Після того, як вони завершують свої повсякденні обов'язки в останній раз, Голем і Ябашира купують припаси для їхньої подорожі, поки Сомалі закінчує свій браслет. Тієї ночі Сомалі презентує Голему свій подарунок і з радістю здивована, коли він дарує їй подібний браслет, який знайшов у місті. Вони всі граються в снігу, поки раптово Голем помічає мисливську групу вдалині, що шукає людей. Ябашира зрештою дізнається про людське походження Сомалі і погоджується відвернути увагу мисливців, поки Голем, Шізуно і дівчина тікають у найближчу шахту. Вони знаходять свій шлях заблокованим зламаним мостом, коли до них наближається інша мисливська група, змушуючи Голема нести інших двох і стрибати в провалля вниз. Вони прямують до виходу, коли Роза з'являється і, під виглядом допомоги в втечі, раптово зачиняє їх у клітці. Роза розповідає, як її рідне село було переслідуване сусіднім людським поселенням, змусивши її помститися всім людям. Мисливці підходять, щоб вбити їх, але коли Голем намагається боротися, він миттєво втрачає руку використавши надто багато життєвої енергії. Коли Сомалі забирають, Голем раптово перетворюється на монструозну потвору, що шокує всіх. | |                         |
| 12 | «Пов'язаний батько і дитина» Транслітерація: «Kokoro Tsunagiau Oyako» (яп. 心繋ぎ合う親子)                           | 26 березня 2020         |
| Голем націлюється на мисливців і атакує їх, змушуючи їх тікати від страху. Коли Голем переслідує їх, Сомалі блокує його шлях руйнувань, що змушує його прийти до тями і вимкнутися. Він прокидається кілька днів потому в лісовій галявині і вибачається перед усіма за свої вчинки, додаючи, що його поранення не залікуються так швидко, як у інших. Тієї ночі він і Шізуно прогулюються, і Голем розповідає оні, що його фізичні можливості обмежені, а час може закінчитися швидше, хоча оні все ще вірить, що є спосіб допомогти. Наступного дня група приїжджає в місто, де святкують щорічний фестиваль. Поки інші дивляться карнавальне шоу, Голем непомітно йде, відчуваючи, що його час відпустити. Коли Сомалі усвідомлює це, вона кидається йому на зустріч і знаходить його в лісі. Підходячи, Голем розкриває їй, що їй краще без нього, приводячи як приклад його нещодавній вибух гніву, щоб довести, чому йому краще бути наодинці. Сомалі благає його залишитися, врешті-решт змушуючи автомата усвідомити, що він насправді має почуття. З відновленою обіцянкою і зв'язком, батько і дочка проголошують свою обіцянку залишатися разом назавжди. | |                         |